# Быстрый тест на антиген COVID-19

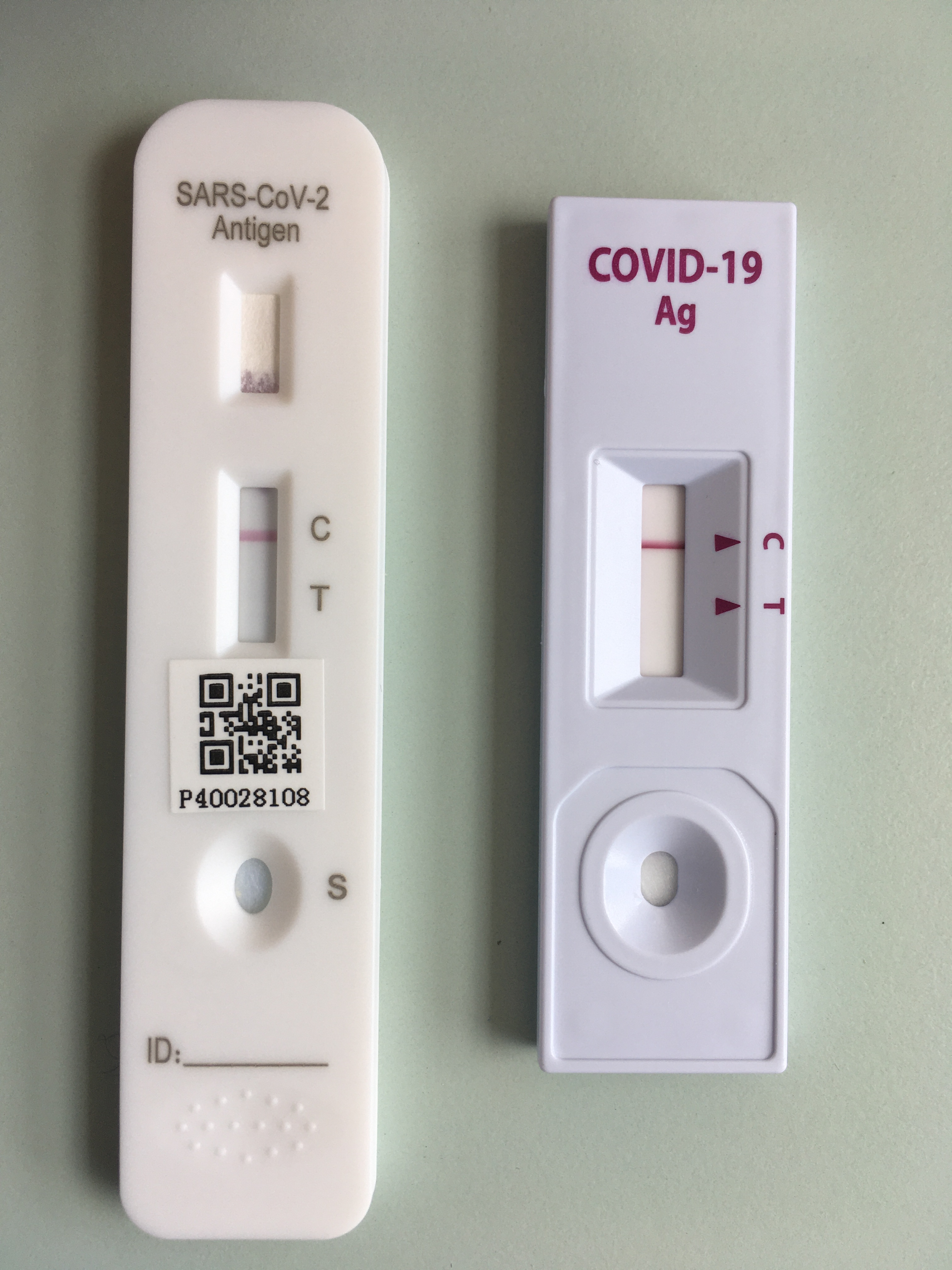
Экспресс-тесты на антиген COVID-19

Экспресс-тесты на антиген COVID-19, также иммунохроматографические тесты на COVID-19, представляют собой экспресс-тесты на антиген, используемые для выявления инфекции SARS-CoV-2 (COVID-19). Они могут применяться даже людьми без медицинского образования для быстрой диагностики в домашних условиях, стоят значительно меньше других форм тестирования на COVID-19 и дают результат в промежутке времени от 5 до 30 минут. Однако они имеют высокий[какой?] процент ложноотрицательных результатов. Быстрые тесты на антиген используются в нескольких странах в рамках программ массового тестирования (скрининга) всего населения. Считается, что они ценны для выявления бессимптомных носителей, которые потенциально могут распространять вирус, и которые в противном случае не знали бы, что они инфицированы. Это отличает иммунохроматографические тесты от других форм тестирования на COVID-19, таких как ПЦР, которая чаще применяется для людей с симптомами.

## История развития технологии экспресс-тестов на COVID-19
Экспресс-тесты на COVID-19 появились благодаря крупным инвестициям в противоречивую программу Moonshot Соединенного Королевства, программу стоимостью 100 миллиардов фунтов стерлингов для систематической оценки, разработки и внедрения новых технологий для тестирования на COVID-19. Экспресс-тесты первоначально входили в эту программу систематической оценки наряду со многими другими предполагаемыми технологиями тестирования COVID-19, такими как Lamp, Lampore, ПЦР в местах оказания медицинской помощи, масс-спектрометрия и объединение образцов. Однако по мере продолжения оценки экспресс-тесты стали наиболее успешной формой тестирования COVID-19 в рамках этой программы в дополнение к существующим ПЦР-тестам.

## Международное руководство по использованию и развитию технологии экспресс-тестирования COVID-19
Раннее научное обоснование потенциальной полезности экспресс-тестов и глобальное руководство по развитию технологии экспресс-тестов было подкреплено промежуточным руководством ВОЗ, в котором отмечались потенциальные преимущества. В докладе отмечалось, что экспресс-тесты гораздо легче внедрять, и они выгодны с точки зрения затрат. ВОЗ рекомендовала использовать их во время вспышек, для раннего выявления случаев заболевания и для мониторинга тенденций развития болезни. Позже, после стремительно растущего числа исследований, эта рекомендация была расширена Европейской комиссией. Европейская комиссия рекомендовала использовать технологию экспресс-тестов для скрининга всего населения, где доля положительных результатов теста высока или очень высока. К январю 2021 года Европейская комиссия согласилась усилить свою позицию, выступая за более широкое использование экспресс-тестов, отметив, что «если исследования докажут, что экспресс-тесты на антигены могут быть проведены самими испытуемыми…., можно будет также рассмотреть возможность самотестирования с профессиональным руководством или без него».

## Первоначальные исследования
Одно из исследований экспресс-тестов было проведено организацией Public Health England, Оксфордским университетом и Манчестерским университетом под руководством профессора Ричарда Боди и доктора Ли. Исследование было начато 17 сентября  и  завершилось 23 октября 2021, в нем приняли участие 878 человек.  Количество участников быстро расширялось и за короткое время охватило 14 общественных исследовательских центров по всей Великобритании.  В ходе проведенных тестов были получены убедительные доказательства того, что устройства для экспресс-тестирования способны с высокой точностью определять наличие IgA к коронавирусной инфекции у пациентов с симптомами и бессимптомным течением заболевания. В общей сложности 4 экспресс-теста, включая Innova и Orientgene, были валидированы в этом исследовании.
После публикации промежуточного анализа этого исследования в Великобритании, США подтвердили, что 100 миллионов экспресс-тестов будут закуплены у компании Abbott и отправлены по всей стране, чтобы начать аналогичные исследования в США в дополнение к исследованиям, инициированным Оксфордским университетом.

## Исследования оценки по всему миру
2 ноября Словакия стала первой страной в мире, начавшей в масштабах всей страны массовое тестирование с использованием экспресс-тестов. Пять миллионов экспресс-тестов были выполнены 60 000 сотрудников, которые использовали тест на антиген SD Biosensor и проводили взятие мазков у населения. После этого Европейская комиссия рекомендовала использовать экспресс-тесты в рамках скрининга всего населения. Два исследования, опубликованные в начале 2021 года, одно — профессора Мартина Каханеца из Центрально-Европейского университета и его соавторов, другое — Мартина Павелки из Лондонской школы гигиены и тропической медицины и его команды, предполагают, что эффект от осенней волны массового тестирования на быстрые антигены в Словакии помог подавить пандемию в стране, хотя, согласно первому исследованию, эффект от массового тестирования на пандемию был временным и начал рассеиваться примерно через две недели.
Великобритания продолжила свою программу разработки экспресс-тестов с использованием экспресс-теста Innova, причем в связи с увеличением числа случаев заболевания COVID-19 в Европе эта программа приобрела все большую актуальность. 6 ноября премьер-министр Борис Джонсон начал общегородской скрининг в Ливерпуле в рамках ускоренной оценки технологии. Также были запущены пилотные проекты по дальнейшему расширению экспресс-тестов во многих секторах, где ранее тестирование было недоступно. Они включали студентов университетов, которые особенно пострадали от вспышек. Первоначально эта программа началась в Даремском университете, который располагал инфраструктурой и опытом для управления программой экспресс-тестирования, но затем была распространена на большинство университетов Великобритании и позволила реализовать национальный план эвакуации, чтобы студенты благополучно вернулись домой к Рождеству. Экспресс-тесты были также внедрены в Национальной службе здравоохранения для персонала, чтобы уменьшить возможную передачу инфекции пациентам, в местных органах власти и домах престарелых, чтобы обеспечить возможность посещения пациентов. 18 ноября в Уэльсе было проведено первое тестирование всего района в Merthyr Tydfil. В это время в США тестирование также проводилось в школах для учащихся с симптомами, а в Португалии — в домах престарелых и школах.
Глобальные усилия по активизации оценки экспресс-тестов были инициированы Департаментом чрезвычайных ситуаций Всемирной организации здравоохранения (ВОЗ), который 10 ноября запустил крупный проект по внедрению экспресс-диагностических тестов, чему способствовало соглашение Фонда Билла и Мелинды Гейтс, ограничившее расходы для стран с низким и средним уровнем дохода.
Австрия начала массовое тестирование в масштабах страны 5 декабря и заказала семь миллионов тестов, состоящих из теста SD Biosensor и Siemens Clinitest (он же Orientgene).
К середине декабря появилось множество исследований, подтверждающих эффективность и успешность использования экспресс-тестов для выявления лиц с COVID-19, включая исследования в Нидерландах, Великобритании и США. Все эти исследования позволили включить экспресс-тесты в стандартные национальные стратегии тестирования на COVID-19. Глобальное пилотирование экспресс-тестов стало обычным явлением в школах Канады, туристических центрах Индонезии и по всей Индии.

## Опасения по поводу использования
Многие люди высказывали опасения, что точность экспресс-тестов не так высока, как существующая форма ПЦР-тестирования на COVID-19. Данные, опубликованные в результате общегородского скрининга в Ливерпуле, проведенного в Великобритании, показали, что армейские операторы теста действительно получили результаты тестирования подготовленных ученых-лаборантов, вслед за другими пилотами в Индии. Это вызвало небольшие проблемы в научно-психологическом сообществе, где возникли дебаты о том, могут ли экспресс-тесты привести к ложной уверенности и изменению поведения. Однако изменение взглядов на использование экспресс-тестов было подтверждено после публикации из США. Профессор Майкл Мина предположил, что экспресс-тесты все еще будут полезны, поскольку они выявляют заразных людей, а потенциальные преимущества наблюдаются при повторении экспресс-тестов и получении результата гораздо быстрее, чем при других формах тестирования. Главный клинический медик Великобритании, доктор Сьюзан Хопкинс, также отметила, что экспресс-тесты позволяют найти «людей, которых… мы не смогли бы найти другим способом».
Отмечая возможность более быстрого выявления случаев заболевания и учитывая последующую эскалацию заболеваемости в Европе, Европейская комиссия провела заседание 11 декабря и разработала общеевропейские рамки для «использования, проверки и взаимного признания экспресс-тестов», выделив 100 миллионов евро на закупку тестов у компаний Roche и Abbott. Стелла Кириакидес, комиссар по вопросам здравоохранения и безопасности пищевых продуктов, сказала: «Экспресс-тесты на антигены обеспечивают нам скорость, надежность и быстрое реагирование для изоляции случаев COVID. Это крайне важно для замедления распространения пандемии».
Другие лица выразили обеспокоенность по поводу медленного внедрения и развертывания экспресс-тестов и возможных человеческих жертв, которые могли бы произойти в результате этого. Академическая группа из Канады отметила, что половину смертей в домах престарелых в начале пандемии можно было бы предотвратить с помощью экспресс-тестов.

## Глобальное нормативное одобрение на использование для тестирования COVID-19
После успешного проведения многочисленных исследований по всему миру для анализа экспресс-тестов с августа 2020 года экспресс-тесты были одобрены регулирующими органами по всему миру в рамках стратегии использования тестирования как «нового подхода к борьбе с пандемией». 16 декабря FDA стало первым органом, одобрившим экспресс-тест Abbott. Последующие одобрения были даны на домашний тест Ellume COVID-19.
Экспресс-тесты были также одобрены Министерством здравоохранения Канады, причем их советник, профессор Дэвид Джанктер отметил, что «лучшие экспресс-тесты обладают высокой точностью при выявлении заразных людей», а специалист по инфекционным заболеваниям Жан Лонгтин отметил: «Это позволит нам действовать быстрее вируса и найти контакты человека за час или два, вместо того чтобы ждать 24 часа».
23 декабря MHRA Великобритании подтвердило одобрение экспресс-теста Innova для самостоятельного использования. После очевидного глобального успеха этой глобальной разработки экспресс-тестов сэр Джон Белл, профессор медицины Regius в Оксфордском университете, сказал: «Экспресс-тесты были центральным элементом хорошей защиты от коронавируса, потому что они были быстрыми, дешевыми и доступными для повторного использования».

## Экспресс-тесты как «возвращение к норме»
Испания стала первой страной, которая использовала экспресс-тесты для содействия возвращению к нормальной жизни: экспресс-тесты были широко доступны в аптеках, а в Барселоне был проведен бесплатный музыкальный концерт для тех, кто сдал экспресс-тест. Аналогичный подход был использован в Албании для проведения музыкальных фестивалей. Однако многие эксперты не оценили этот подход, считая, что «экспресс-тесты не являются решением для возобновления нормальной жизни», но могут быть использованы в сочетании с другими жизненно важными мерами по профилактике инфекций, такими как ношение соответствующих СИЗ, регулярное мытье рук и социальное дистанцирование, чтобы позволить людям провести это жизненно важное время с теми, кого они любят, помогая при этом сохранить их безопасность.

## Новые штаммы COVID-19
22 декабря 2020 года в Великобритании был выявлен новый, более заразный штамм SARS-CoV-2, VOC-202012/01. Этот штамм быстро распространился по всему миру. В связи с широким распространением во всем мире тестирования на COVID-19 возникло опасение, что этот вариант сделает экспресс-тестирование устаревшим. В рамках ускоренной оценки технологии иммунохроматографического тестирования в Великобритании в течение 24 часов лаборатории Public Health England смогли подтвердить, что экспресс-тест, находящийся в глобальной разработке, не пострадал, и они могли идентифицировать новый вариант. Это произошло потому, что экспресс-тест обычно нацелен на белок нуклеокапсида, а не на белок шипа. Однако недавно были выявлены некоторые штаммы, которые влияют на чувствительность некоторых экспресс-тестов до 1000 раз. К счастью, частота этих нуклеокапсидных мутаций (в частности, D399N) все еще относительно низка в мире и составляет ~0,02 %.

## Гуманитарное применение экспресс-тестов
Помимо рутинного использования в сообществах, экспресс-тесты также применялись в рамках гуманитарной деятельности во время пандемии. После наводнения в Джакарте (Индонезия) 2 декабря экспресс-тесты были доступны в убежищах от наводнений. Кроме того, после закрытия национальных границ в Европе после чрезвычайной ситуации с новым штаммом в Великобритании незадолго до Рождества около 6 000 водителей грузовиков оказались без продовольствия, что фактически остановило рождественские поставки продуктов питания. Экспресс-тесты были развернуты французскими пожарными в течение 24 часов в проливе Ла-Манш. Экспресс-тесты позволили грузовикам выехать на дорогу, завершить поставки и вернуться к своим семьям на Рождество, продемонстрировав потенциальную глобальную пользу от наличия легко реализуемого теста на COVID-19. Организация «Врачи без границ» решительно поддержала использование экспресс-тестов в странах с низким и средним уровнем дохода, отметив: «Тесты на антиген COVID-19 могут дать быстрые и оперативные результаты, обеспечивая своевременное выявление инфицированных вирусом людей на уровне сообщества».

## Америка и экспресс-тесты
Изначально инвестировав значительные средства в развитие технологии экспресс-тестов вместе с Великобританией, дальнейшая оценка экспресс-тестов как части подходов к массовому тестированию в США застопорилась в результате тупиковой ситуации вокруг выделения 900 миллиардов долларов на COVID-19, содержащихся в Законе о консолидированных ассигнованиях на 2020 год, 2021 год. Законопроект был раскритикован за то, что в нем не были специально предусмотрены инвестиции в экспресс-тесты как экономически выгодную и эффективную форму тестирования всего населения. Ученые из США, такие как профессор Майкл Мина из Гарвардского университета, отметили, что тесты являются «очень мощным дополнением ко всему остальному, что люди уже делают» и что «домашние тесты на COVID-19 могут снизить уровень инфицирования». Это мнение было подкреплено профессором Уильямом А. Хазелтайном, также из Гарварда, в статье в журнале Forbes, в которой он предложил «быстрое, самостоятельное тестирование может остановить постоянно растущий поток болезней и смертей», а также в статье профессора Энни Спарроу из Маунт Синай, Нью-Йорк, в которой она предложила «Дешевое массовое тестирование необходимо для победы над пандемией» в связи с «чрезвычайной ситуацией с высококонтагиозным и быстро распространяющимся штаммом B117 в Великобритании и аналогичным штаммом из Южной Африки». Тем не менее, быстрые домашние тесты на COVID-19 стали общедоступны для людей в январе 2021 года после ранее полученного одобрения FDA. Эти тесты были компенсированы медицинским страхованием США для людей с симптомами COVID-19 или тех, кто имел тесный контакт с инфицированным человеком или с кем-то, у кого проявились симптомы. В статье, опубликованной в газете «Вашингтон пост», было высказано предположение, что максимальная польза от экспресс-тестов в США может быть получена только после того, как «федеральное правительство охватит тестирование бессимптомных людей, поскольку передача инфекции от этих людей составляет огромную часть вспышки», так как тестирование этих людей не покрывается медицинским страхованием. После избрания нового президента в январе 2021 года США начали возобновлять инвестиции в развитие технологий экспресс-тестирования, публикуя президентские распоряжения.

## Глобальная рыночная стоимость
После широкого распространения экспресс-тестов по всему миру, стоимость рынка экспресс-тестов составляет $15 млрд. («Мировой рынок диагностических услуг COVID-19 оценивается в 60,3 миллиарда долларов в 2020 году. Рынок должен вырасти с 84,4 миллиарда долларов в 2021 году до 195,1 миллиарда долларов к 2027 году при среднегодовом темпе роста (CAGR) в 15,0 % в течение 2021—2027 годов.») Однако ожидается, что с 2024 года рынок прекратится в связи с вакцинацией населения планеты к концу 2023 года. В США рынок экспресс-тестов составил 3,9 млрд долларов США с темпами роста >20 % в больницах, клиниках, Азиатско-Тихоокеанском регионе, а также в качестве тестов для конечных пользователей. Аналитики международного рынка прогнозируют, что производители экспресс-тестов столкнутся с постоянным ростом спроса, поскольку все больше людей и стран начинают использовать экспресс-тесты для выявления людей с более легкими симптомами. Ряд комментаторов и ученых из США выразили обеспокоенность тем, сможет ли глобальная производственная сеть удовлетворить мировой спрос и произвести сотни миллионов тестов, которые потребуются для частого проведения экспресс-тестирования.